# Cine va deschide ușa?
Cine va deschide ușa? este un film românesc din 1967 regizat de Gheorghe Naghi.

## Distribuție
Distribuția filmului este alcătuită din:
- Aurel Cioranu — Tânărul
- Gheorghe Naghi — Controlorul
- Mihai Mereuță
- Cristina Teodorescu — Irina
- Armand Oprescu — Ovidiu Codrescu
- Ștefan Mihăilescu-Brăila — Tatăl lui Ovidiu
- Valentin Valentineanu
- Victor Medeea
- Aura Andrițoiu — Soția tânărului
- Corina Constantinescu — Mama lui Ovidiu
- Constantin Lipovan
- Dorin Dron
- Draga Olteanu-Matei — Femeia cu valiza
- Simion Negrilă
- Mitzura Arghezi
- Monica Teodorescu — Florica
- Vasilica Tastaman — Profesoara de anatomie